# Карамбеи
Карамбеи (порт. Carambeí)  —  муниципалитет в Бразилии. входит в штат Парана. Составная часть мезорегиона Восточно-центральная часть штата Парана. Входит в экономико-статистический  микрорегион Понта-Гроса, который входит в Восточно-центральная часть штата Парана. Население составляет 17 536 человек на 2006 год. Занимает площадь 649,679 км². Плотность населения — 27,0 чел./км².

## История
Город основан в 1997 году.

## Статистика
- Валовой внутренний продукт на 2003 год составляет 601 621 669,00 реалов (данные: Бразильский институт географии и статистики).
- Валовой внутренний продукт на душу населения на 2003 год составляет 36 888,94 реалов (данные: Бразильский институт географии и статистики).
- Индекс развития человеческого потенциала на 2000 год составляет 0,785 (данные: Программа развития ООН).

## География
Климат местности: субтропический. В соответствии с классификацией Кёппена, климат относится к категории Cfa.

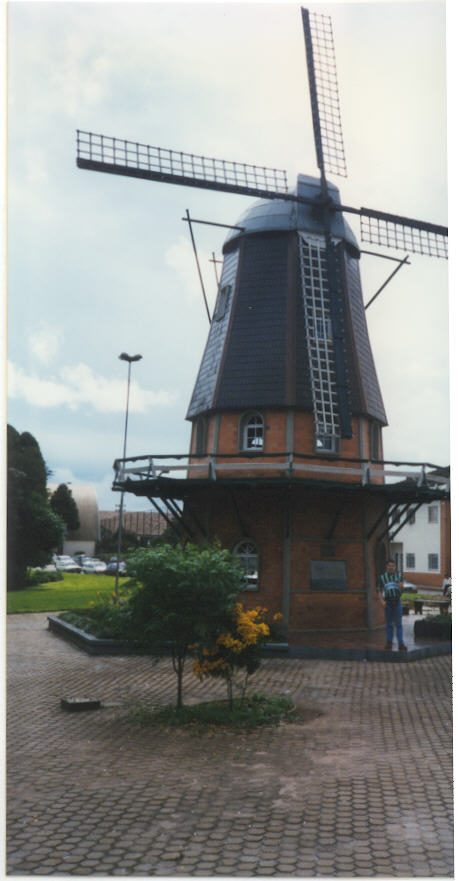

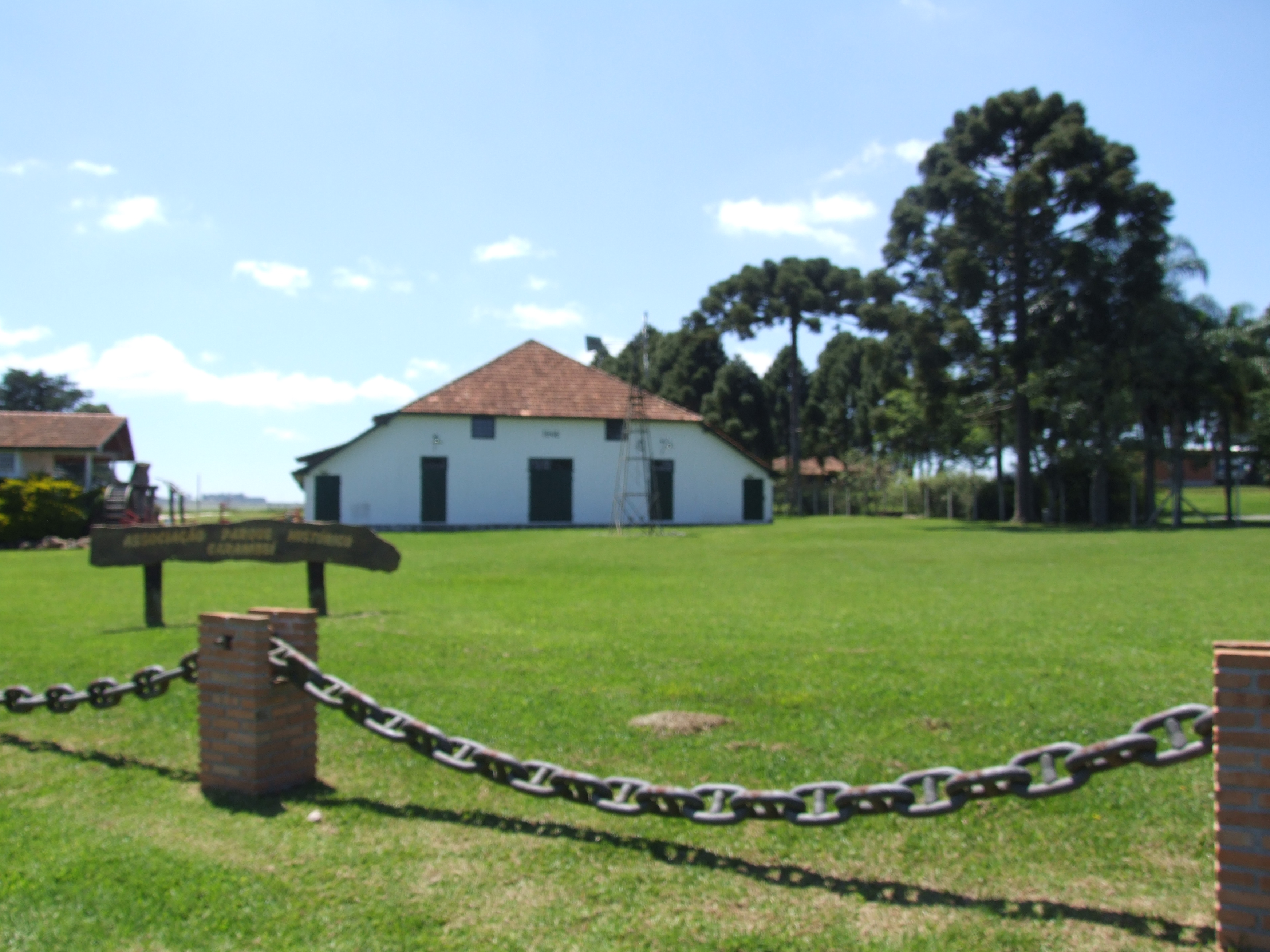